# 新加坡巨牙天竺鯛
新加坡巨牙天竺鯛（學名：Cheilodipterus singapurensis），又稱新加坡巨齒天竺鯛，為輻鰭魚綱鈎頭魚目天竺鯛科巨牙天竺鯛屬下的一個種，分布於西太平洋區，包括菲律賓、印尼、帛琉、加羅林群島、馬紹爾群島和澳洲西北部、新喀里多尼亞等海域，深度2至10公尺，本魚體延長，呈長橢圓形，頭大、眼大、口大且斜裂，具犬齒，前鰓蓋骨邊緣具鋸齒，體被櫛鱗，身體暗棕色，體側具有4條黑色細縱紋，尾鰭基部有一黑色小點，背鰭硬棘7枚、背鰭軟條9枚、臀鰭硬棘2枚、臀鰭軟條8-9枚，體長可達18公分，棲息在珊瑚礁，小群活動，稚魚會躲在海膽刺中，肉食性，以小魚為食，繁殖期時，雄魚具有口孵習性，卵約7日化成仔魚，由雄魚吐出，具短暫的仔魚飄浮期，生活習性不明。